# Clara Eaton Cummings
Clara Eaton Cummings (Plymouth, 13 de julio de 1855 - Concord, 28 de diciembre de 1906, fue una brióloga, botánica, curadora, micóloga, exploradora, y escritora estadounidense, que contribuyó al conocimiento de la briología.

## Trayectoria
Era aborigen de Plymouth (Nuevo Hampshire). En 1876, se matriculó en la Facultad de artes liberales de mujeres Wellesley College, de Massachusetts, sólo un año después de la apertura de la institución. Se convirtió en conservadora del museo botánico en Wellesley en 1878; y, en 1879 fue contratada en Wellesley como profesora asociada de la cátedra Hunnewell de botánica.
Realizó expediciones briológicas en Jamaica.
Cummings estudió principalmente plantas criptógamas (reproducción por esporas) como musgos y líquenes. Caracterizó cientos de especímenes de líquenes, aunque fue "muy conservadora" en declarar nuevas especies. Gran parte de su trabajo apareció en libros de otros botánicos, aunque sí publicó un catálogo de hepáticas y musgos de Norteamérica en 1885. En 1904, publicó un catálogo de 217 especies de líquenes de Alaska recolectados durante la Expedición de Harriman a Alaska, que incluyó 76 especies nuevas de Alaska y al menos dos especies nuevas para la ciencia.

## Algunas publicaciones
- j. Cardot, clara eaton Cummings. 2009. Alaska: Cryptogamic Botany. Reimpreso de Kessinger Publ. 522 pp. ISBN 1-120-14150-8, ISBN 978-1-120-14150-7

- clara eaton Cummings. 1938. The Lichens of Alaska. Washington Academy of Sciences. Proceedings 3. 88 pp.

- -----------------------------. 1904. The Lichens of Alaska. 86 pp.

- -----------------------------. 1902. A List of Labrador Lichens ... Plants Collected by Professor E.B. Delabarre on the Atlantic Coast of Labrador, July -- September, 1900

- grace e. Cooley, clara eaton Cummings. 1891. Impressions of Alaska: With a List of Plants Collected in Alaska and Nanaimo, B. C. 72 pp.

## Honores

### Membresías
- American Association for the Advancement of Science
- Boston Society of Natural History
- Society of Plant Morphology and Physiology.[4]